# ودالنيل
ودالنيل هي مدينة في ولاية سنار تقع في الضفة الغربية للنيل الأزرق في الجزء الجنوبي الشرقي، في الحدود مع ولاية النيل الأزرق وتبعد عن عاصمة الولاية سنجة بقرابة 88 كيلومترا وعن العاصمة القومية الخرطوم بقرابة 445 كيلومترا وهي مدينة تاريخية قديمة تطورت حديثاً.

## الموقع
تقع مدينة ودالنيل في ولاية سنار، في الضفة الغربية للنيل الأزرق في الجزء الجنوبي الشرقي في الحدود مع ولاية النيل الأزرق، ويحدها من الشرق ضفة النيل الأزرق ومن الغرب المزموم ومن الجنوب الدمازين ومن الشمال أبو حجار ويمثل الجزء الشرقي شريطًا ساحليًا يمتد من الطرف الغربي حتى طرفها الجنوبي الشرقي عن الحدود مع ولاية النيل الأزرق. وينتشر على هذا الشريط الكثير من التجمعات السكانية أهمها قرية جلقني وقرية كريمة ويعتبر هذا الشريط من الشواطئ الجميلة والجاذبة المطلة على البحر.

## الصحة
يوجد بالمدينة مستشفى ودالنيل الريفي الذي افتتح عام 1972، وأضيف إليه موخرًا قسم خاص بالولادة. تضم أيضًا مركز التأمين الصحي، وبعض العيادات والمراكز الصحية الخاصة.

## الإدارة
هي وحدة إدارية تابعة لمحلية أبو حجار، وتضم الوحدة أربعة ارياف وهي:
- الريف الشرقي قرية كريمة البحر
- الريف الغربي قرية الصهباء، كوكري، توزي
- الريف الشمالي حبوبة النهم، روينا، قُرى، الكبيشاب، رادونا، الرقيبة، شامية، مشيرعات وغرب تنقرو
- الريف الجنوبي الدبيبة، العمارة، قلدي، نوارة وتوكلنا

## الاقتصاد
تعد المدينة مركزًا اقتصاديًا هامًا للتجارة والزراعة ورعي الماشية، وتعد الأكثر اقتصادًا وحركةً في ولاية سنار. ومن منتجاتها:
- الإنتاج الزراعي الذي يعتمد علي الري المطري، ويشمل الذرة، السمسم، الدخن، الفول، القطن، التسالي وغيرها.
- الإنتاج الغابي، ويشمل الصمغ العربي.
- الإنتاج البستاني ويعتمد على مياه النيل الأزرق، ويشمل الفواكه مثل الموز والمانجو والجوافة والليمون وغيرها، إضافةً إلى الخضروات مثل البامية والرجلة وغيرها.
- الإنتاج الحيواني، ويشمل الإبل والبقر والضأن والماعز. كما افتتح مؤخرًا سوق الصادر للمواشي بالمدينة.[3]

## الرياضة
تُعد كرة القدم الرياضة الأكثر شعبيةً والأقدم في المدينة، ومن أقدم وأبرز أنديتها: نادي النيل، نادي التحرير، نادي المستقبل، نادي الاتحاد، نادي المورده، النادي الإفريقي. كما يعتبر ميدان المدارس هو الميدان الرئيسي لكل الدورات والأنشطة الثقافية والاجتماعية لوقوعه في منتصف المدينة.

## النقل والمواصلات
كانت قديما تعتمد على النقل النهري عبر النيل الازرق حتى تم إنشاء السكة حديد عام 1952م الرابطة بين الخرطوم والدمازين. وبعدها تم تشييد الطريق المسفلت الخرطوم، مدني والدمازين وأصبح الاعتماد الرسمي على الطريق في الحركة ونقل البضائع من وإلى المدينة وحاليا يعد الشريان الرئيسي للمنطقة.